# 米利尼基 (涅任區)
51°2′11″N 31°44′30″E / 51.03639°N 31.74167°E
米利尼基（烏克蘭語：Мильники），是烏克蘭北部的村莊，隸屬切爾尼希夫州的尼任區。該村始建於1450年，面積1.62平方公里，海拔高度119米，2006年人口348，人口密度每平方公里214.7人。